# Wimbledon Championships 1926
Die 46. Auflage der Wimbledon Championships fand 1926 auf dem Gelände des All England Lawn Tennis and Croquet Club an der Church Road statt. 
In diesem Jahr wurde das 50-jährige Jubiläum des Turniers gefeiert; die vier Jahre, in denen das Turnier wegen des Ersten Weltkriegs ausfiel, wurden eingerechnet. Im Rahmen einer Zeremonie wurde 34 noch lebenden, ehemaligen Titelträger – darunter Frank Hadow, der Sieger von 1878, sowie die erste Siegerin der Damen 1884, Maud Watson – von Königin Mary und König Georg V. eine Ehrenmedaille überreicht.

## Herreneinzel
Jean Borotra besiegte im Finale den US-Amerikaner Howard Kinsley und holte sich seinen zweiten Titel.

## Dameneinzel
Kathleen McKane Godfree gewann bei den Damen. 
Die sechsmalige Siegerin Suzanne Lenglen zog sich unter skandalhaften Umständen aus dem Turnier zurück. Lenglen war von früheren Turnieren gewöhnt, dass der Direktor, George Hillyard, sie abends zum Büro des Oberschiedsrichters begleitete, wo sie über ihre Ansetzungen für den folgenden Tag informiert wurde. Nach dem Turnier 1925 hatte jedoch Dudley Larcombe den Posten des Direktors von Hillyard übernommen, der von dieser Tradition nichts wusste. Larcombe setzte das Zweitrunden-Match von Lenglen gegen Evelyn Dewhurst für den Mittwoch der ersten Woche um 14 Uhr nachmittags an, während Lenglen davon ausging, dass sie an diesem Tag nur im Doppel, mit ihrer Partnerin Julie Vlasto, antreten müsste. Im Laufe des Morgens erfuhr Lenglen von Vlasto von ihrer Ansetzung im Einzel, und versuchte, über ihren Landsmann Jacques Brugnon das Spiel verschieben zu lassen. Sie begab sich nachmittags gegen 15 Uhr 30 auf die Anlage in dem Gedanken, nur das Doppel spielen zu müssen; jedoch war die Nachricht von Lenglen nicht bis zum Oberschiedsrichter durchgedrungen. Da Lenglen sich weigerte, das Einzel noch zu spielen, und sich auch nicht von Brugnon überreden ließ, wurde das Spiel auf den folgenden Tag verschoben. Königin Mary, die das Spiel von Lenglen sehen wollte, war extra bis 15 Uhr im Zuschauerraum verblieben, und in der Presse wurde anschließend darüber spekuliert, ob die Königin nun beleidigt sei; der Buckingham Palace dementierte dies jedoch später. Trotzdem wurde Lenglen bei ihrem Doppel und auch ihrem am Samstag stattfindenden Mixed mit Jean Borotra von den Zuschauern ausgebuht. Sie trat schließlich nicht mehr zum Drittrunden-Einzel gegen Claire Beckingham an. Lenglen wurde nach dem Turnier Profi und spielte nie wieder in Wimbledon.

## Herrendoppel
Im Herrendoppel siegten die Franzosen Henri Cochet und Jacques Brugnon.
Der spätere König Georg VI. trat in diesem Wettbewerb zusammen mit Louis Greig an.

## Damendoppel
Im Damendoppel sicherten sich die US-Amerikanerinnen Mary Browne und Elizabeth Ryan den Titel.

## Mixed
Im Mixed waren Leslie Godfree und Kathleen McKane Godfree erfolgreich. Es ist bis heute das einzige Mal, dass ein Ehepaar den Mixed-Titel errang.